# 꽃길만 걸어요
《꽃길만 걸어요》는 2019년 10월 28일부터 2020년 4월 17일까지 방영된 KBS 1TV 저녁일일극이다.

## 줄거리
피는 섞이지 않았지만 남다른 가족애를 발휘해 진정한 가족으로 단단히 여물어 가는 사연 많은 가족들의 이야기를 그린 가족드라마

## 기획 의도
세상에 하나뿐인 친아들은 세상을 떠나고 사고뭉치 의붓자식들만 득실대는 꼰닙네. 이 집엔 들어오기만 했다 하면 누구나 자식으로 품어주는 통 큰 시어머니 꼰닙과 바람 잘 날 없는 유별난 시집살이에 도가 튼 국민며느리 강여원이 산다.
비록 남들과 다르지만 남다른 가족애를 발휘하며 진정한 가족으로 단단히 여물어 가는 사연 많은 가족들의 이야기와 삶의 위로가 되는 힐링 로맨스가 지금부터 시작된다. 또한 생명 나눔으로 꼰닙네와 새로운 인연을 맺게 된 청년 봉천동을 통해 베풂, 은혜 등 잊혀져 가는 삶의 소중한 가치를 되새겨 보고자 한다.

## 방송 시간
| 방송 채널 | 방송 기간                                        | 방송 시간                | 방송 분량 |
| --------- | ------------------------------------------------ | ------------------------ | --------- |
| KBS 1TV   | 2019년 10월 28일~2020년 4월 17일 [1회~123회](본) | 매주 평일 저녁 8:30~9:00 | 30분      |

## 등장인물
- (†) 표시는 드라마 상에서 최종적으로 사망한 인물이다.

### 주요 인물
- 최윤소: 강여원 역 - 꼰닙의 며느리, 보람의 어머니, 전업주부→하나음료 주부인턴→대외협력팀(TF팀) 직원→변호사실 사무장 천동의 아내 메인 악녀
- 설정환: 봉천동 역 - 보육원 출신 국선전담 변호사, 하나음료 대외협력팀장, 여원의 연인→남편
- 심지호: 김지훈 (아역: 노영민) 역 - 천동과 선화의 보육원 동기, 하나음료 경영기획본부장, 동우를 죽게 한 장본인 수지의 남편
- 정유민: 황수지 (아역: 이나윤) 역 - 하나음료 무남독녀 외동딸, 팝 아티스트, 지훈의 아내 서브 악녀

### 꼰닙네 가족
- 양희경: 왕꼰닙 역 - 여원의 시어머니, 죽은 덕만의 아내, 동우의 친어머니이자 일남, 지영, 이남의 의붓어머니, 사남매 순두부 사장, 수원지 땅 주인
- 조희봉: 남일남 역 - 꼰닙의 첫 번째 의붓아들(전처 소생), 백수건달→배달대행업체 라이더→하나음료 경비원→청소업체 직원
- 정소영: 남지영 역 - 꼰닙의 의붓딸(전처 소생), 동우의 의붓누나, 애견카페 사장
- 류담: 장상문 역 - 지영의 남편, 실업자→전업주부→청소업체 직원
- 나인우: 남이남 (본명: 김현) 역 - 꼰닙의 두 번째 의붓아들(업둥이, 덕만 친구의 아들), 배달대행업체 라이더
- 임지규: 남동우 역 (†) - 덕만과 꼰닙의 친아들, 여원의 전남편, 명문일보 기자, 지훈에 의해 교통사고로 사망 (1회~5회, 120회 특별 출연)
- 이아라: 남보람 역 - 동우와 여원의 딸
- 김지훈: 장영재 역 - 지영과 상문의 아들

### 여원네 가족
- 김규철: 강규철 역 - 여원과 여주의 아버지, 개인택시 기사→대리운전 기사
- 김이경: 강여주 역 - 여원의 동생, 규철의 차녀, 배달대행업체 라이더, 학교폭력 가해자, 이남의 연인

### 수지네 가족
- 선우재덕: 황병래 역 - 수지의 아버지, 하나음료 사장, 지훈을 시켜 동우를 죽게 한 장본인
- 경숙: 구윤경 (본명: 구기자) 역 - 수지의 어머니, 하나음료 공익재단 사장
- 미상: 김수훈 역 - 지훈과 수지의 아들

### 천동네 가족
- 이유진: 봉선화 / 앨리스 역 - 천동의 여동생, 수지황 스튜디오 어시스턴트→마카오 유학생, 학교폭력 피해자

### 하나음료 대외협력팀
- 이다니: 양진희 역 - 하나음료 대외협력팀 과장→하나음료 TF팀 직원
- 김오복: 배성호 역 - 하나음료 대외협력팀 대리→하나음료 TF팀 직원, 진희의 연인

### 그 외 인물
- 박정언: 미술평론가 최윤진 역 (24회, 50회)
- 홍지희: 짠 티 짱 역 - 수지네 집 前 가사 도우미→꼰닙의 식당 직원, 베트남 출신, 일남의 아내
- 김중돈: 최만섭 역 - 규철의 택시기사 동료, 이혼남
- 김미라: 윤정숙 (본명: 윤말숙) 역 - 규철의 썸녀이자 사기꾼, 지훈의 생모, 수지네 집 前 가사 도우미
- 김태원: 이푸름 역 - 소년 가장, 천동의 국선변호사 시절 의뢰인, 수산물 시장 직원
- 이오: 봉구 / 황제니 역 - 윤경의 인생반려견, 영재가 키우던 강아지
- 최윤우: 쯔엉 역 - 짠 티 짱과 일남의 아들, 심장병 투병 중
- 민대식: 허 기자 역 - 천동과 친한 성주일보 기자 (2년 전 명문일보 소속 기자)
- 최선일: 김 비서 역 - 지훈의 비서
- 안수호: 박호식 역 - 헛개 원료 회사 '대영헛개' 사장, 하나음료 원산지 비리 최초 제보자
- 장문석: 실장 역 - 이남과 여주가 일하는 배달대행업체 '간다' 실장
- 옥주리: 미화원 역 - 하나음료 환경미화원
- 손영순: 푸름의 할머니 역
- 정영금: 나주댁 역 - 꼰닙의 식당 전 직원, 손주보러 외국으로 떠남
- 이동희: 월령 도자기 공방 스승 역 - 선화가 다니는 공방 스승, 수강생을 추행하는 인물
- 유금: 수지네 집 前 가사 도우미 역
- 정현중: 편의점 사장 역
- 변우종: 노윤기 역
- 인성호: 취객 역
- 전은미: 짱이 묵으려던 모텔 사장 역
- 성현미: 여원이 일하던 모텔 사장 역
- 임정옥: 윤경의 모임 회원 역 (92회)
- 허선행: 카페 사장 역 - 前 하나음료 구매팀장
- 김동일: 정욱 역 - 카페 아르바이트생
- 김태향: 사무장 역 - 천동의 조력자
- 박성균: 화도유통 사장 역 - 탄산수 프로젝트 협력체 사장
- 천석기: 김상현 역 - 여원을 위협한 난폭 운전자, 천동 살인미수범
- 최남욱: 차태진 역 - 경찰
- 김광태: 경찰 역
- 오규택: 카센터 사장 역 - 지훈의 차를 수리한 카센터 사장
- 윤복성: 신우은행 지점장 역
- 오승찬: 대양음료 직원 역
- 김낙균: 천동의 담당 주치의 역
- 임선우: 김교빈 역 - 천동의 의뢰인, 고등학생
- 호르헤: 선화의 남자친구 역 - 스페인인 (마지막회)
- 여리온: 불량 고등학생 역 (마지막회)

## 시청률
최저 시청률과 최고 시청률은 시청률 조사회사와 지역별로 시청률에 차이가 있을 수 있습니다.
| 2019년  | 2019년    | 2019년         | 2019년         | 2019년       |
| 회차    | 방송일    | TNmS 시청률    | AGB 시청률     | AGB 시청률   |
| 회차    | 방송일    | 대한민국(전국) | 대한민국(전국) | 서울(수도권) |
| ------- | --------- | -------------- | -------------- | ------------ |
| 제1회   | 10월 28일 | 20.8%          | 18.5%          | 17.0%        |
| 제2회   | 10월 29일 | 18.9%          | 16.0%          | 14.0%        |
| 제3회   | 10월 30일 | 15.5%          | 14.1%          | 12.3%        |
| 제4회   | 10월 31일 | 18.0%          | 15.4%          | 13.6%        |
| 제5회   | 11월 1일  | 16.2%          | 14.1%          | 13.5%        |
| 제6회   | 11월 4일  | 18.1%          | 16.2%          | 14.4%        |
| 제7회   | 11월 5일  | 17.8%          | 15.5%          | 14.1%        |
| 제8회   | 11월 6일  | 17.5%          | 14.1%          | 12.5%        |
| 제9회   | 11월 7일  | 16.8%          | 14.7%          | 12.6%        |
| 제10회  | 11월 8일  | 16.2%          | 14.2%          | 12.9%        |
| 제11회  | 11월 11일 | 17.7%          | 16.1%          | 14.5%        |
| 제12회  | 11월 12일 | 16.5%          | 15.0%          | 12.8%        |
| 제13회  | 11월 13일 | 16.4%          | 14.7%          | 13.6%        |
| 제14회  | 11월 14일 | 18.9%          | 16.2%          | 14.7%        |
| 제15회  | 11월 15일 | 16.4%          | 14.4%          | 12.5%        |
| 제16회  | 11월 18일 | 19.4%          | 17.4%          | 15.7%        |
| 제17회  | 11월 20일 | 16.9%          | 15.4%          | 13.6%        |
| 제18회  | 11월 21일 | 17.7%          | 16.5%          | 14.7%        |
| 제19회  | 11월 22일 | 17.6%          | 15.8%          | 14.2%        |
| 제20회  | 11월 25일 | 18.1%          | 17.5%          | 15.6%        |
| 제21회  | 11월 26일 | 17.5%          | 17.3%          | 16.0%        |
| 제22회  | 11월 27일 | 17.7%          | 15.3%          | 13.4%        |
| 제23회  | 11월 28일 | 18.7%          | 16.5%          | 15.1%        |
| 제24회  | 11월 29일 | 18.1%          | 15.6%          | 14.2%        |
| 제25회  | 12월 2일  | 19.3%          | 17.6%          | 16.0%        |
| 제26회  | 12월 3일  | 16.4%          | 17.5%          | 15.9%        |
| 제27회  | 12월 4일  | 17.4%          | 15.9%          | 14.4%        |
| 제28회  | 12월 5일  | 18.8%          | 17.0%          | 15.3%        |
| 제29회  | 12월 6일  | 19.2%          | 16.4%          | 14.6%        |
| 제30회  | 12월 9일  | 19.9%          | 18.0%          | 16.2%        |
| 제31회  | 12월 10일 | 19.6%          | 17.2%          | 15.4%        |
| 제32회  | 12월 11일 | 18.7%          | 17.2%          | 16.0%        |
| 제33회  | 12월 12일 | 21.1%          | 18.0%          | 16.2%        |
| 제34회  | 12월 13일 | 20.0%          | 17.9%          | 16.8%        |
| 제35회  | 12월 16일 | 21.2%          | 19.1%          | 17.4%        |
| 제36회  | 12월 17일 | 20.3%          | 18.6%          | 17.6%        |
| 제37회  | 12월 18일 | 19.0%          | 16.4%          | 14.8%        |
| 제38회  | 12월 19일 | 20.5%          | 17.4%          | 15.2%        |
| 제39회  | 12월 20일 | 19.9%          | 16.9%          | 15.5%        |
| 제40회  | 12월 23일 | 20.6%          | 18.4%          | 16.6%        |
| 제41회  | 12월 24일 | 19.1%          | 16.4%          | 15.1%        |
| 제42회  | 12월 25일 | 19.8%          | 18.0%          | 17.3%        |
| 제43회  | 12월 26일 | 21.4%          | 19.1%          | 18.1%        |
| 제44회  | 12월 27일 | 18.3%          | 16.6%          | 15.4%        |
| 제45회  | 12월 30일 | 20.5%          | 19.1%          | 17.4%        |
| 제46회  | 12월 31일 | 18.9%          | 17.4%          | 15.8%        |
| 2020년  |           |                |                |              |
| 제47회  | 1월 1일   | 21.8%          | 19.6%          | 17.7%        |
| 제48회  | 1월 2일   | 22.7%          | 20.1%          | 18.6%        |
| 제49회  | 1월 3일   | 20.1%          | 19.2%          | 18.1%        |
| 제50회  | 1월 6일   | 22.6%          | 19.9%          | 18.9%        |
| 제51회  | 1월 7일   | 21.8%          | 19.2%          | 18.3%        |
| 제52회  | 1월 8일   | 19.5%          | 18.5%          | 17.2%        |
| 제53회  | 1월 9일   | 22.7%          | 19.8%          | 18.5%        |
| 제54회  | 1월 10일  | 20.4%          | 18.7%          | 17.2%        |
| 제55회  | 1월 13일  | 22.8%          | 19.6%          | 17.8%        |
| 제56회  | 1월 14일  | 21.4%          | 19.1%          | 18.3%        |
| 제57회  | 1월 15일  | 20.3%          | 18.1%          | 17.1%        |
| 제58회  | 1월 16일  | 21.4%          | 19.0%          | 17.5%        |
| 제59회  | 1월 17일  | 21.7%          | 18.7%          | 16.5%        |
| 제60회  | 1월 20일  | 22.2%          | 19.9%          | 17.5%        |
| 제61회  | 1월 21일  | 21.5%          | 19.4%          | 18.1%        |
| 제62회  | 1월 22일  | 21.4%          | 18.9%          | 17.4%        |
| 제63회  | 1월 23일  | 22.1%          | 19.3%          | 18.1%        |
| 제64회  | 1월 24일  | 15.8%          | 14.1%          | 13.1%        |
| 제65회  | 1월 27일  | 21.3%          | 20.7%          | 19.3%        |
| 제66회  | 1월 28일  | 22.5%          | 20.1%          | 18.6%        |
| 제67회  | 1월 29일  | 22.4%          | 19.9%          | 18.0%        |
| 제68회  | 1월 30일  |                | 19.9%          | 18.5%        |
| 제69회  | 1월 31일  | 22.8%          | 19.9%          | 18.5%        |
| 제70회  | 2월 3일   | 24.0%          | 20.9%          | 19.7%        |
| 제71회  | 2월 4일   | 23.7%          | 20.9%          | 19.4%        |
| 제72회  | 2월 5일   | 22.5%          | 19.8%          | 18.4%        |
| 제73회  | 2월 6일   | 24.0%          | 22.0%          | 20.2%        |
| 제74회  | 2월 7일   | 22.5%          | 19.9%          | 18.4%        |
| 제75회  | 2월 10일  | 25.4%          | 21.5%          | 19.2%        |
| 제76회  | 2월 11일  | 23.0%          | 21.4%          | 19.9%        |
| 제77회  | 2월 12일  | 23.4%          | 21.1%          | 19.2%        |
| 제78회  | 2월 13일  | 24.4%          | 21.0%          | 19.3%        |
| 제79회  | 2월 14일  | 22.8%          | 21.4%          | 20.0%        |
| 제80회  | 2월 17일  | 23.3%          | 21.8%          | 20.2%        |
| 제81회  | 2월 18일  | 23.2%          | 21.2%          | 19.6%        |
| 제82회  | 2월 19일  | 22.6%          | 20.7%          | 19.3%        |
| 제83회  | 2월 20일  | 23.9%          | 21.1%          | 19.0%        |
| 제84회  | 2월 21일  | 22.4%          | 21.7%          | 19.5%        |
| 제85회  | 2월 24일  | 23.5%          | 21.7%          | 19.9%        |
| 제86회  | 2월 25일  | 24.1%          | 21.8%          | 19.3%        |
| 제87회  | 2월 26일  | 22.8%          | 22.1%          | 20.1%        |
| 제88회  | 2월 27일  | 23.1%          | 22.2%          | 20.3%        |
| 제89회  | 2월 28일  | 24.6%          | 22.2%          | 20.6%        |
| 제90회  | 3월 2일   | 23.1%          | 22.0%          | 20.0%        |
| 제91회  | 3월 3일   | 23.9%          | 21.7%          | 19.8%        |
| 제92회  | 3월 4일   | 23.7%          | 21.0%          | 19.0%        |
| 제93회  | 3월 5일   | 24.5%          | 21.9%          | 19.7%        |
| 제94회  | 3월 6일   | 23.4%          | 22.4%          | 21.0%        |
| 제95회  | 3월 9일   | 24.1%          | 22.2%          | 20.5%        |
| 제96회  | 3월 10일  | 24.6%          | 21.5%          | 19.5%        |
| 제97회  | 3월 11일  | 22.9%          | 22.1%          | 20.3%        |
| 제98회  | 3월 12일  | 23.9%          | 22.2%          | 20.3%        |
| 제99회  | 3월 13일  | 23.9%          | 22.2%          | 19.9%        |
| 제100회 | 3월 16일  | 24.2%          | 21.5%          | 19.5%        |
| 제101회 | 3월 17일  | 24.1%          | 22.1%          | 20.2%        |
| 제102회 | 3월 18일  | 24.2%          | 22.1%          | 20.2%        |
| 제103회 | 3월 19일  | 24.2%          | 23.5%          | 21.9%        |
| 제104회 | 3월 20일  | 23.3%          | 22.5%          | 20.6%        |
| 제105회 | 3월 23일  | 24.8%          | 22.7%          | 20.7%        |
| 제106회 | 3월 24일  | 25.0%          | 22.8%          | 21.0%        |
| 제107회 | 3월 25일  | 24.8%          | 22.1%          | 20.5%        |
| 제108회 | 3월 26일  | 25.6%          | 22.7%          | 21.0%        |
| 제109회 | 3월 27일  | 25.0%          | 22.5%          | 21.3%        |
| 제110회 | 3월 30일  | 24.4%          | 22.0%          | 20.7%        |
| 제111회 | 3월 31일  | 24.0%          | 22.2%          | 20.6%        |
| 제112회 | 4월 1일   | 24.3%          | 21.6%          | 19.9%        |
| 제113회 | 4월 2일   | 23.6%          | 21.8%          | 19.8%        |
| 제114회 | 4월 3일   | 24.0%          | 21.9%          | 20.4%        |
| 제115회 | 4월 6일   | 24.9%          | 22.1%          | 20.5%        |
| 제116회 | 4월 7일   | 24.7%          | 22.2%          | 20.7%        |
| 제117회 | 4월 8일   | 24.3%          | 22.6%          | 21.5%        |
| 제118회 | 4월 9일   | 24.0%          | 22.9%          | 21.6%        |
| 제119회 | 4월 10일  | 24.2%          | 22.3%          | 21.1%        |
| 제120회 | 4월 13일  | 25.7%          | 22.6%          | 21.0%        |
| 제121회 | 4월 14일  | 24.1%          | 23.1%          | 22.2%        |
| 제122회 | 4월 16일  | 25.1%          | 23.1%          | 21.2%        |
| 제123회 | 4월 17일  | 24.8%          | 23.9%          | 22.2%        |

## 결방 사유 및 연장
- 2019년 11월 19일: 《국민이 묻는다 2019 국민과의 대화》 편성으로 인한 결방.
- 2020년 4월 15일: 대한민국 제21대 국회의원 선거 《내 삶을 바꾸는 선택 2020 총선》 개표방송으로 인한 결방.
- 꽃길만 걸어요 방영 분량이 120부작에서 3회 연장되어 123부작으로 변경 및 확정되었다.

## 수상 및 후보
| 연도 | 시상식                         | 부문                        | 수상자        | 결과 |
| ---- | ------------------------------ | --------------------------- | ------------- | ---- |
| 2019 | KBS 연기대상                   | 일일드라마 부문 남자 우수상 | 설정환        | 수상 |
| 2019 | KBS 연기대상                   | 일일드라마 부문 여자 우수상 | 최윤소        | 후보 |
| 2019 | KBS 연기대상                   | 여자 신인상                 | 정유민        | 후보 |
| 2019 | KBS 연기대상                   | 남자 청소년 연기상          | 김지훈        | 후보 |
| 2019 | KBS 연기대상                   | 베스트 커플상               | 설정환·최윤소 | 후보 |
| 2019 | KBS 연기대상                   | 네티즌상                    | 최윤소        | 후보 |
| 2020 | 제7회 아시아태평양 스타 어워즈 | 연속극 부문 여자 우수연기상 | 최윤소        | 후보 |

## 참고 사항
- 1회부터 122회까지는 15세 이상 시청등급으로 방영되었으나, 마지막회인 123회는 12세 이상 시청등급으로 변경되어 방영되었다.

## 같이 보기
- 2019년 대한민국의 텔레비전 드라마 목록
- 대한민국의 텔레비전 드라마 목록